# Liste der Kulturdenkmäler in Zell (Romrod)
Die folgende Liste enthält die in der Denkmaltopographie ausgewiesenen Kulturdenkmäler auf dem Gebiet des Ortsteils Zell der  Stadt Romrod, Vogelsbergkreis, Hessen.
Hinweis: Die Reihenfolge der Denkmäler in dieser Liste orientiert sich an der Anschrift, alternativ ist sie auch nach der Bezeichnung, der vom Landesamt für Denkmalpflege vergebenen Nummer oder der Bauzeit sortierbar.
Kulturdenkmäler werden fortlaufend im Denkmalverzeichnis des Landes Hessen durch das Landesamt für Denkmalpflege Hessen auf Basis des Hessischen Denkmalschutzgesetzes (HDSchG) geführt. Die Schutzwürdigkeit eines Kulturdenkmals hängt nicht von der Eintragung in das Denkmalverzeichnis des Landes Hessen oder der Veröffentlichung in der Denkmaltopographie ab.

Die bisher bekannten Bau- und Kunstdenkmäler hat das Landesamt für Denkmalpflege Hessen in sogenannten Arbeitslisten erfasst. Den Arbeitslisten liegen Erkenntnisse aus Akten, Ortsbegehungen und Denkmalinventaren, jedoch keine neuere systematische Forschung, zugrunde. Die Benehmensherstellung mit der Gemeinde gemäß § 11 Abs. 1 HDSchG ist noch nicht erfolgt.
Das Vorhandensein oder Fehlen eines Objekts in dieser Liste ist keine rechtsverbindliche Auskunft darüber, ob es Kulturdenkmal ist oder nicht: Diese Liste entspricht möglicherweise nicht dem aktuellen Stand der offiziellen Denkmaltopographie. Diese ist für Hessen in den entsprechenden Bänden der Denkmaltopographie Bundesrepublik Deutschland und im Internet unter DenkXweb – Kulturdenkmäler in Hessen einsehbar. Auch diese Quellen sind, obwohl sie durch das Landesamt für Denkmalpflege Hessen aktualisiert werden, nicht immer aktuell, da es im Denkmalbestand immer wieder Änderungen gibt.
Eine verbindliche Auskunft erteilt allein das Landesamt für Denkmalpflege Hessen.
Nutze diese Kartenansicht, um Koordinaten in der Liste zu setzen. In dieser Kartenansicht sind Kulturdenkmale ohne Koordinaten mit einem roten bzw. orangen Marker dargestellt und können in der Karte gesetzt werden. Kulturdenkmale ohne Bild sind mit einem blauen bzw. roten Marker gekennzeichnet, Kulturdenkmale mit Bild mit einem grünen bzw. orangen Marker.
| Bild                                    | Bezeichnung                        | Lage                                                     | Beschreibung                                               | Bauzeit                                                                      | Objekt-Nr. |
| --------------------------------------- | ---------------------------------- | -------------------------------------------------------- | ---------------------------------------------------------- | ---------------------------------------------------------------------------- | ---------- |
| Bild gesucht BW                         |                                    | Am Schildchen 8 LageFlur: 1, Flurstück: 238              |                                                            |                                                                              | 938849 DDB |
| Direkt Bild zu diesem Denkmal hochladen | Sogenannter „Backofenhauskeller“   | Backofenhausteich Flur: 40, Flurstück: 2/2               |                                                            |                                                                              | 813577 DDB |
| Billertshäuser Straße 4                 |                                    | Billertshäuser Straße 4 LageFlur: 1, Flurstück: 20/1     |                                                            |                                                                              | 813867 DDB |
| Billertshäuser Straße 6                 |                                    | Billertshäuser Straße 6 LageFlur: 1, Flurstück: 22/1     |                                                            |                                                                              | 813150 DDB |
| weitere Bilder                          | Evangelische Kirche                | Billertshäuser Straße 7 LageFlur: 1, Flurstück: 1        | Spätromanische Wehrkirche in mehreren Bauphasen erweitert. | 825 geweiht, um 1248 Wehrkirche, 1718 renoviert, 1780 Umbau und Erweiterung. | 813149 DDB |
| weitere Bilder                          |                                    | Billertshäuser Straße 8 LageFlur: 1, Flurstück: 23/2     |                                                            |                                                                              | 813716 DDB |
| Viehwaage                               | Viehwaage                          | Billertshäuser Straße 10 Flur: 1, Flurstück: 24          |                                                            |                                                                              | 813866 DDB |
| Bild gesucht BW                         |                                    | Billertshäuser Straße 12 LageFlur: 1, Flurstück: 83      |                                                            |                                                                              | 813869 DDB |
| Direkt Bild zu diesem Denkmal hochladen | Brunnen                            | Brunnenstraße Flur: 1, Flurstück: 310/5                  |                                                            |                                                                              | 813167 DDB |
| Brunnenstraße 6                         |                                    | Brunnenstraße 6 LageFlur: 1, Flurstück: 10               |                                                            |                                                                              | 813871 DDB |
| Bild gesucht BW                         |                                    | Brunnenstraße 7 LageFlur: 1, Flurstück: 113/3            |                                                            |                                                                              | 813169 DDB |
| Direkt Bild zu diesem Denkmal hochladen | Heiligenteichhütte                 | Buchwald Flur: 25, Flurstück: 8/1                        |                                                            |                                                                              | 938846 DDB |
| weitere Bilder                          | Spritzenhaus                       | Frauenberg 1 LageFlur: 1, Flurstück: 16                  |                                                            |                                                                              | 813868 DDB |
| weitere Bilder                          |                                    | Frauenberg 2 LageFlur: 1, Flurstück: 33/3                |                                                            |                                                                              | 813901 DDB |
| Bild gesucht BW                         |                                    | Frauenberg 2A LageFlur: 1, Flurstück: 32/3               |                                                            |                                                                              | 813179 DDB |
| Frauenberg 4                            |                                    | Frauenberg 4 LageFlur: 1, Flurstück: 30                  |                                                            |                                                                              | 938850 DDB |
| Bild gesucht BW                         |                                    | Frauenberg 5 LageFlur: 1, Flurstück: 25                  |                                                            |                                                                              | 813870 DDB |
| Bild gesucht BW                         | Gefallenendenkmal auf dem Friedhof | Frauenberg 23 LageFlur: 11, Flurstück: 3                 |                                                            |                                                                              | 938851 DDB |
| Bild gesucht BW                         |                                    | Frauenberg 26 LageFlur: 1, Flurstück: 297                |                                                            |                                                                              | 813837 DDB |
| Bild gesucht BW                         |                                    | Fronhofstraße 1 LageFlur: 1, Flurstück: 74               |                                                            |                                                                              | 813999 DDB |
| Bild gesucht BW                         |                                    | Fronhofstraße 3 LageFlur: 1, Flurstück: 72/1             |                                                            |                                                                              | 813921 DDB |
| Bild gesucht BW                         |                                    | Hofgasse 1 LageFlur: 1, Flurstück: 291/1                 |                                                            |                                                                              | 813148 DDB |
| Bild gesucht BW                         |                                    | Hofgasse 3 LageFlur: 1, Flurstück: 290/2                 |                                                            |                                                                              | 813920 DDB |
| Bild gesucht BW                         |                                    | Hofgasse 7 LageFlur: 1, Flurstück: 288                   |                                                            |                                                                              | 813900 DDB |
| Hofgasse 17                             |                                    | Hofgasse 17 LageFlur: 1, Flurstück: 225                  |                                                            |                                                                              | 813168 DDB |
| Direkt Bild zu diesem Denkmal hochladen | Brücke über den Göringer Bach      | Im Göringer Grund Flur: 16, Flurstück: 17/3              |                                                            |                                                                              | 950276 DDB |
| Direkt Bild zu diesem Denkmal hochladen | Lindendamm                         | Im Göringer Grund Flur: 33, Flurstück: 19                |                                                            |                                                                              | 938847 DDB |
| Direkt Bild zu diesem Denkmal hochladen | Mehlbacher Hütte                   | Jünglingshecken, Jünglingswiese Flur: 37, Flurstück: 6/1 |                                                            |                                                                              | 938848 DDB |
| weitere Bilder                          |                                    | Ludwigstraße 2 LageFlur: 1, Flurstück: 216/3             |                                                            |                                                                              | 813897 DDB |
| Ludwigstraße 4                          |                                    | Ludwigstraße 4 LageFlur: 1, Flurstück: 221/2             |                                                            |                                                                              | 813919 DDB |
| Backhaus                                | Backhaus                           | Ludwigstraße 8 LageFlur: 1, Flurstück: 201               |                                                            |                                                                              | 813899 DDB |
| Bild gesucht BW                         | Forsthaus                          | Ludwigstraße 26 LageFlur: 1, Flurstück: 191              |                                                            |                                                                              | 938852 DDB |
| Bild gesucht BW                         |                                    | Sackgasse 1 LageFlur: 1, Flurstück: 91/3                 |                                                            |                                                                              | 813152 DDB |